# Atom Mehammed
 (janvier 2023).
Si vous disposez d'ouvrages ou d'articles de référence ou si vous connaissez des sites web de qualité traitant du thème abordé ici, merci de compléter l'article en donnant les références utiles à sa vérifiabilité et en les liant à la section « Notes et références ».
 (janvier 2023).
République fédérale démocratique d'Éthiopie
Atom Mehammed (ge'ez : አቶም መሀመድ) est un des 112 membres de la Chambre de la fédération éthiopienne. Il est un des 5 conseillers de l'État Benishangul-Gumaz et représente le peuple Mao.